# San Gregorio Matese
San Gregorio Matese – miejscowość i gmina we Włoszech, w regionie Kampania, w prowincji Caserta.
Według danych na rok 2004 gminę zamieszkiwało 1057 osób, 18,9 os./km².